# McLaren M9A
O M9A foi o modelo da McLaren da temporada de 1969 da Fórmula 1. 
Foi guiado por Bruce McLaren e Derek Bell.
McLaren